# 艾德加·愛倫·坡
埃德加·愛倫·坡（英語：Edgar Allan Poe；1809年1月19日—1849年10月7日），美國作家、詩人、編輯與文學評論家，以懸疑小說与驚悚小說最負盛名。愛倫·坡是黑暗浪漫主义文学的代表人物，也是侦探小说与科幻小说的先驱者。蕭伯納说过：美國出了兩個偉大的作家──愛倫·坡和馬克·吐溫。
愛倫·坡是愛爾蘭裔美國人，生於麻薩諸塞州波士頓，本名埃德加·坡，幼時父親出走，三歲時母親逝世。坡由維吉尼亞州里奇蒙的約翰與法蘭西絲·愛倫夫婦扶養長大，先後在杜伯夫人、伯蘭斯比神父開辦的學校就讀，並回到里奇蒙的學校學習擊劍、騎馬、游泳、拉丁文和法文等等。在維吉尼亞大學短暫就讀、從事軍職後，愛倫·坡自費出版了首部作品《帖木爾》（1827年）詩集，就此展開了他的創作生涯。
愛倫·坡後將心力投入散文，並在接著數年間謀職於文學雜誌與期刊，以他獨特的風格成為小有名氣的文學評論家。愛倫·坡因工作需求常來往巴爾的摩、費城、紐約等城市，而於1835年，26歲的他與13歲的表妹維吉尼亞·克萊姆在巴爾的摩完婚。1845年1月，愛倫·坡發表了詩作《烏鴉》，一夕成名。两年後，他的妻子死於結核病。愛倫·坡開始籌畫以個人名義創辦一份刊物《賓州報》（後改名為《鐵筆報》），但到死前都沒有完成此業。1849年10月7日，愛倫·坡逝於巴爾的摩。
他的著作亦時常現身於文學、音樂、電影與電視等流行文化中。愛倫·坡生前的各處居所則多被保留為博物館至今。

## 生平

### 早年

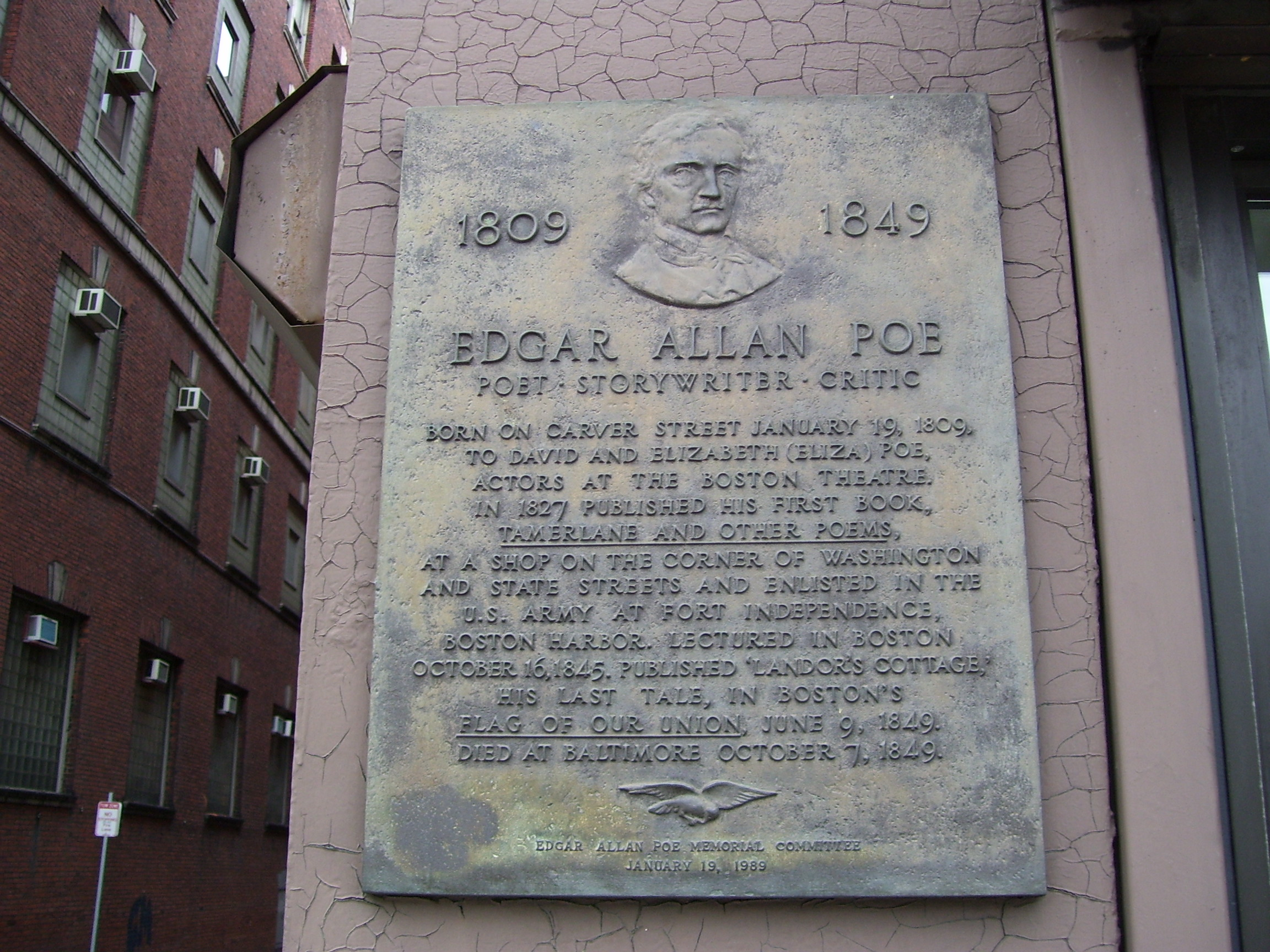
這個匾牌標誌了愛倫·坡在麻薩諸塞州波士頓出生的大約位置。

1809年1月19日埃德加·坡出生於马萨诸塞州的波士頓，家中排行第二，父親大衛·坡二世與母親伊莉莎白·雅諾德·坡均為演員。他有一兄一妹，分別名為威廉·亨利·倫納德·坡與羅莎莉·坡（Rosalie Poe）。埃德加可能是依據莎士比亞劇作《李爾王》中的一角命名的，大衛與伊莉莎白曾於1809年演出此劇。坡的父親於1810年離家，而母親則在隔年死於肺病。坡隨後被在維吉尼亞州里奇蒙買賣菸草、布匹、小麥、墓石、奴隸等商品的蘇格蘭商人約翰·愛倫收養。
1812年，爱伦家族让坡在国教会教堂受洗。1815年，爱伦·坡全家迁往英格兰。坡进入苏格兰埃文的一所语法学校就读了一段时间。一年后全家再次迁到伦敦。在那儿他先後就读于杜伯夫人、伯蘭斯比神父開辦的学校。1817年夏，他又加入了Stoke Newington的约翰·布兰斯比庄园学校。
1820年，坡和养母返回了里士满，學習擊劍、騎馬、游泳、拉丁文、法文等等。
1824年，坡暗恋玩伴的母親簡·斯蒂恩·斯塔納德，未幾，她就病故，坡為此作了一首诗：《致海伦》。第二年，坡与一名少女私定婚约，但双方家长都强烈反对，最后此婚约被少女的父母废除。17岁时，坡的养父将其送入弗吉尼亚大学，坡并不像他的一些同学那样去工作，他自幼所受的教育使他自認為是南方貴族，因而結交了一群富家子弟，年轻的他选择了赌场，聚賭酗酒，不但欠了一身賭債，還從此與酗酒脫離不了關係。入学不足一年，坡辍学，回到里士满。第二年3月，他离家出走。

### 军旅生涯
出于生计问题，1827年5月，坡在波士顿以“埃德加·A·佩里”为名应募入美国陆军。他声称自己22岁，实为18岁。他首先服役于波士顿独立堡垒，酬劳为每月五美元。同时，波士顿的一家小出版社以“波士顿人”署名，出版了坡的第一本诗集，其中共收入10首诗，但该书没有得到重视，仅印了50本。同年11月，坡所在的军队乘坐双桅船“沃尔涩慕号”，前往南卡罗来纳州查尔斯顿摩尔特里堡守防。在炮兵部队服役两年获得士官最高级别的军士长军衔后，坡提前结束了五年的兵役。养母弗朗西丝·爱伦于1829年2月28日逝世，坡在养母安葬后第二天前往探访，坡要求养父帮助他进西点军校，并希望养父能够资助他的第二本诗集的出版。养父同意了坡的要求。
1829年4月15日，换防完成后，坡正式退伍。坡搬回巴尔的摩，和姑妈玛丽亚·克蕾姆及其八歲的女儿、表兄亨利和病魔缠身的祖母伊丽莎白·凯恩司·坡同居，同年12月，坡的第二本诗集仍然由巴爾的摩的一家出版社出版了。
1830年5月，坡的養父提供生活費，讓坡以学员身份進入西点军校，坡西校同届同学即后来南北战争北军统帅格籣特将军，后来还接林肯当美国总统，在同年10月与第二任妻子路易·莎帕特森喜结连理，但在校中以其讽刺诗闻名的坡，因与养父的争吵而写信讽刺他的养父，最终让养父与他断绝关系。坡常常违反校规，1831年1月，坡受军事法庭审判，因為职责疏忽、酗酒赖床致违抗参与编队、课程和教会的命令而被开除。1831年2月离开纽约，在战友募捐的170美元的帮助下，坡出版了他的第三本诗集。第二版由纽约人伊兰姆·布利斯印刷，扉页写着“谨以本书献给美国军队立宪民主党人”
接下来的几年，坡住在姑妈家，教表妹弗吉尼亚念书，哥哥亨利在1831年8月1日过世。

### 崭露文坛
早期尝试写诗的坡，已把注意力转向散文。他的几个故事在费城出版，并开始他的唯一一部戏剧《Politian》的创作。1833年，坡的一短篇小说《瓶中手稿》获巴尔的摩《星期六游客报》举办的征文比赛的一等奖。另外，《罗马大圆形竞技场》则获诗歌类比赛中的第二名。
1834年3月，坡的养父逝世。虽然坡的小说和诗歌都开始崭露头角，但他的经济仍十分拮据，评论家约翰·P·肯尼迪很赏识坡的才华，他不仅借钱给坡还将坡介绍给月刊《南方文学信使》的出版人托马斯·怀特，坡从1835年开始为《南》供稿，后受聘为《南》的助理编辑并负责书评专栏，同年8月担任主编，但几个星期后因酗酒被老板发现而解雇。1835年9月22日，坡回到巴尔的摩与表妹弗吉尼亚秘密结婚，26岁的坡迎娶了13岁的弗吉尼亚（结婚证为21岁）。在对自己的行为进行检讨后，坡被怀特复职，坡带着弗吉尼亚和她的母亲回到里士满，任职于《南》直至次年1月，由于与怀特不合而辞职，后迁家纽约。在此期间，坡声称其作品发行量已从700本上升至3500本。1836年5月16日，他与弗吉尼亚在里士满正式结婚。《楠塔基特的亚瑟戈登·皮姆的自述》于1838年出版。他以大量发表文章、小说及评论的手段以提升声誉，并凭其在《南》犀利的笔调赢得了大批读者青睐。同年，《怪诞蔓藤花纹的传说》选集分两卷出版，得到不一的评价。
离开伯顿一年后，坡成为《格协厄姆杂志》的编辑。
1840年，坡发布招股说明书公布其创办杂志《手札》的意图。原本坡想将杂志命名为《宾州》，因为杂志总部设在费城。坡为他的招股书买下了1840年6月6日费城《星期六晚邮报》的广告栏位，但该杂志直至坡死亡前从未出版。大约在这个时候，他试图担任泰勒的经纪人，声称自己是辉格党的成员，希望在泰勒儿子罗伯特的帮助下委任加入费城海关大楼，罗伯特是坡的朋友弗雷德里克·托马斯的熟人。坡自称自己患病，并未在1842年的任命讨论会议中露面，托马斯认为他是喝醉了。
1842年1月一天晚上，弗吉尼亚在弹唱钢琴时出现了肺结核的首个症状。坡将其形容为她喉咙中的血管遭损坏。坡在弗吉尼亚患病後开始肆无忌惮地酗酒。他离开《格》，回到纽约，就职于《镜子晚报》後轉入《百老汇》，並在雜誌財務困難時接手，雜誌隨即失敗，創辦報刊的美夢破碎，坡也沒錢給弗吉尼亞找醫生看病。
1847年1月30日，弗吉尼亚去世，坡聲稱由於受到严重的打击，因而更加无可救药的酗酒使其精神受到严重损害。之后的两年中，坡向大其五歲的寡婦莎拉·海倫·懷特曼求婚，但因酗酒而遭到解除婚約，後又向有夫之婦南西·里奇蒙太太、女詩人莎拉·安納求愛，都遭到拒絕。

## 逝世

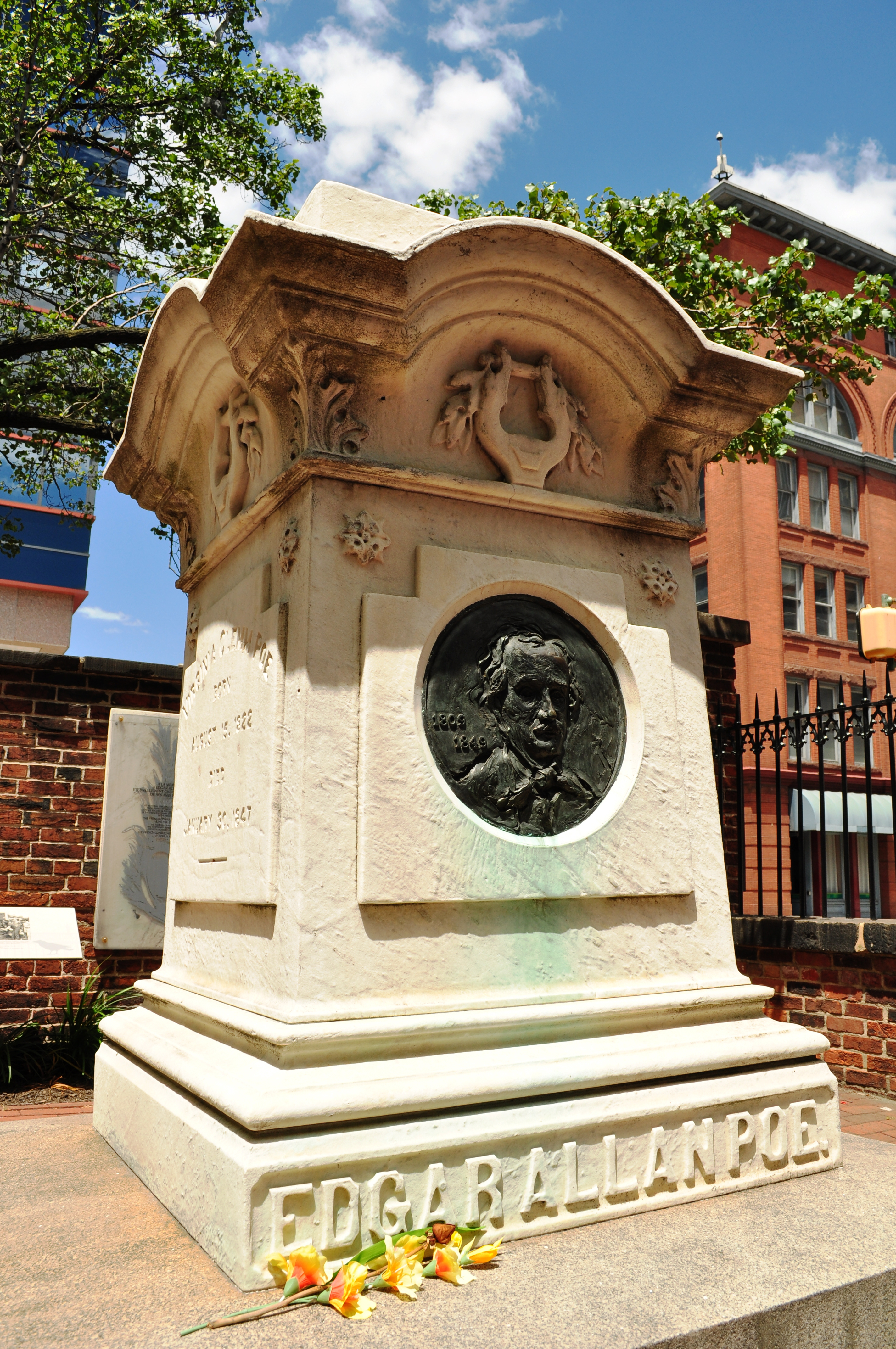
愛倫·坡的墓碑，他的死因至今不明

1849年10月3日，愛倫·坡被人發現醉臥在巴爾的摩街頭，根據找到他的人約瑟夫·W·沃克（Joseph W. Walker）所述，當時愛倫·坡“情況危急，並且......需要立即救助”。隨後被帶到華盛頓醫學院（現Church Home and Hospital），在四天後的凌晨5:00逝世。他從沒能清醒地指出究是如何淪落到這個地步的，而且當時他所穿的衣服並非自己所有。據所在臨死前的夜晚，他頻繁地叫著一個人名“雷諾茲”（Reynolds），但現在並不清楚他究竟指的是誰。依據一些來源，愛倫·坡的遺言是“上帝救贖我可憐的靈魂”（Lord help my poor soul）。所有關於他死亡的醫療記錄都已軼失。當時的報紙上登載的死因則是“腦充血”（congestion of the brain）或“腦部炎症”（cerebral inflammation），這在當時是「酒精中毒」的委婉語。但其實他真正的死因至今都沒有定論。相關的猜測則有：震颤性谵妄、心臟病、癲癇、梅毒、腦膜炎、霍亂和狂犬病。一份來自1872年的資料稱是有人將其拘禁以求為某個政府部門的候選人投票，才導致了他的逝世。

## 流行文化
法国歌手兼词曲作者 诺尔韦恩·勒鲁瓦（Nolwenn Leroy）为 爱伦·坡 的诗歌 《A Dream》 和 《The Lake》 配乐，在她的 2017年专辑 《Gemme》 中发行。

## 主要作品
| 故事 - 《莫爾格街兇殺案》（The Murders in the Rue Morgue） - 《瑪麗·羅傑奇案》（The Mystery of Marie Rogêt） - 《失竊的信》（Purloined Letter） - 《金甲蟲》（The Gold-Bug） - 《汝即真兇》（Thou Art the Man） - 《告密的心》（The Tell-Tale Heart） - 《黑猫》（The Black Cat） - 《一桶阿蒙蒂亞度酒》（The Cask of Amontillado） - 《莫斯可漩渦沉溺記》（A Descent Into The Maelstrom） - 《弗德馬先生案例的真相》（The Facts in the Case of M. Valdemar） - 《厄舍府的沒落》（The Fall of the House of Usher） - 《麗姬亞》（Ligeia） - 《紅死病的面具》（The Masque of the Red Death） - 《橢圓畫像》（The Oval Portrait） - 《陷阱與鐘擺》（The Pit and the Pendulum） - 《過早的埋葬》（The Premature Burial） - 《焦油博士和羽毛教授的對話》（The System of Doctor Tarr and Professor Fether） - 《威廉·威爾森》（William Wilson） - 《瓶中稿》（MS. Found in a Bottle） - 《悖理的惡魔》（The Imp of the Perverse） - 《消耗殆盡的男人》（The Man That Was Used Up） - 《人群中的男人》（The Man of the Crowd） - 《崎嶇山的故事》（A Tale of the Ragged Mountains） - 《實業家》（The Business Man） | 诗 - 《艾爾·阿拉夫》（Al Aaraaf） - 《安娜贝尔·李》（Annabel Lee） - 《钟声》（The Bells） - 《海中之城》（The City in the Sea） - 《The Conqueror Worm》 - 《夢中之夢》 - 《黃金國》 - 《Eulalie》 - 《The Haunted Palace》 - 《致海伦》（To Helen） - 《Lenore》 - 《帖木尔》（Tamerlane） - 《乌鸦》（The Raven） - 《尤娜路姆》（Ulalume） |

其他作品
- 《Politian》（1835） – 愛倫·坡唯一一部戲劇作品
- 《The Narrative of Arthur Gordon Pym of Nantucket》（1838） – 愛倫·坡唯一一部完整的小說
- 《The Balloon-Hoax》（1844） – 報章記者的惡作劇，以真實事件之名刊登
- 《创作哲学》（The Philosophy of Composition）（1846） – 评论
- 《Eureka: A Prose Poem》（1848） – 评论
- 《诗歌原理》（The Poetic Principle)（1848） – 评论
- 《The Light-House》（1849） – 愛倫·坡最後一部未完成的作品

## 密碼學
1841年7月，愛倫坡在《格雷厄姆雜誌》上發表了一篇題為《秘密寫作的幾句話》的文章。1843年他出版了偵探小說《金甲蟲》，密碼是該小說的重要組成部分。:2,6美國最重要的密碼學家威廉姆·弗里德曼最初對密碼學感興趣是因為小時候讀過《金甲蟲》，後來他在第二次世界大戰期間將其用於解密日本的紫色密碼。:146

## 延伸閱讀
- Ackroyd, Peter. . London: Chatto & Windus. 2008. ISBN 9780701169886.
- Bittner, William. . Boston: Little, Brown and Company. 1962.
- Hutchisson, James M. . Jackson: University Press of Mississippi. 2005. ISBN 1-57806-721-9.
- Poe, Harry Lee. . New York: Metro Books. 2008. ISBN 978-1-4351-0469-3.

## 外部連結

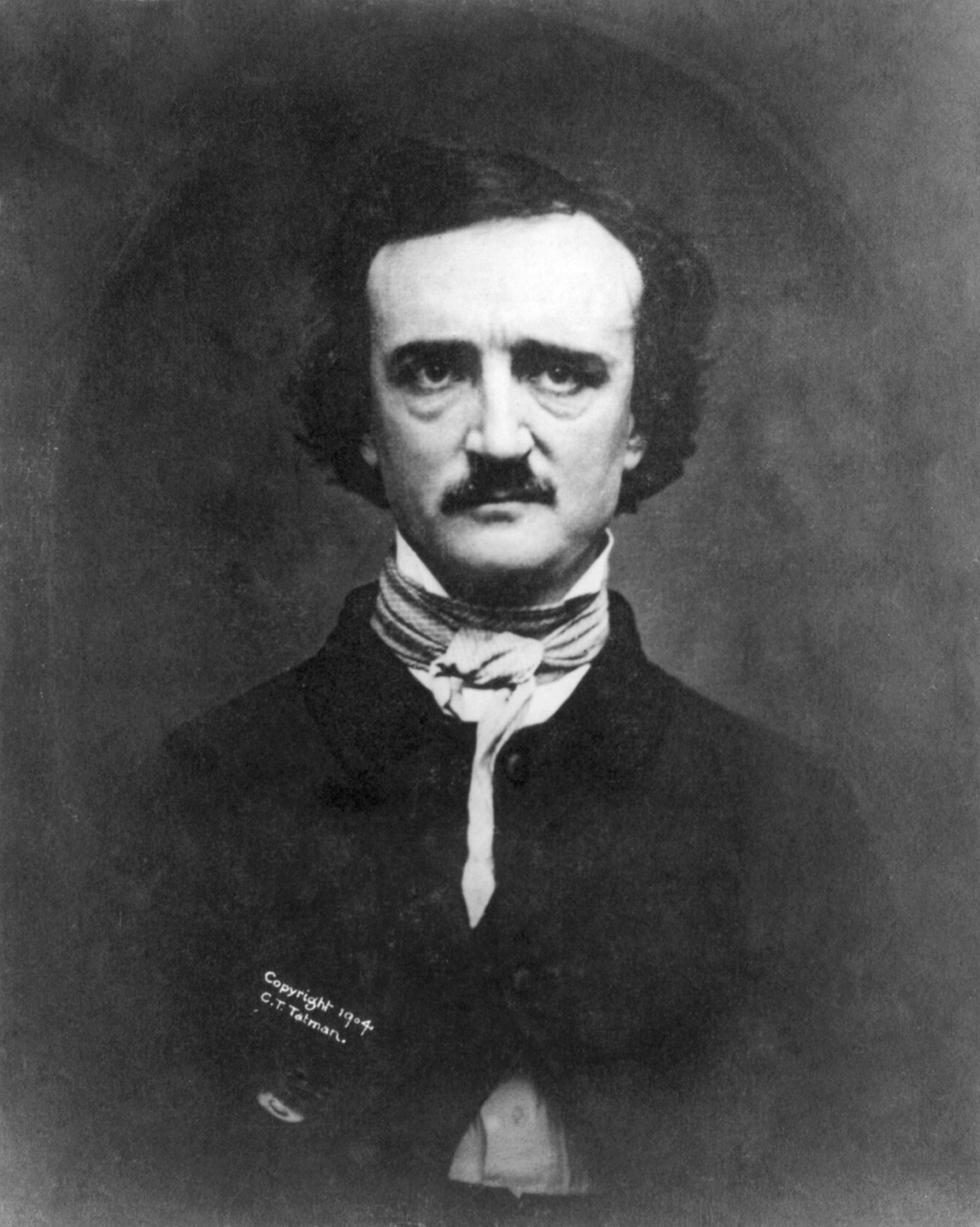
這張以銀版攝影法拍攝的照片攝於1848年，當時爱伦·坡為39歲

- Edgar Allan Poe的作品  - 古騰堡計劃
- 互联网档案馆中艾德加·愛倫·坡的作品或与之相关的作品
- 來自艾德加·愛倫·坡的LibriVox公共領域有聲讀物
- 开放图书馆中艾德加·愛倫·坡的著作
- Edgar Allan Poe National Historic Site （页面存档备份，存于）
- Edgar Allan Poe Society in Baltimore （页面存档备份，存于）
- Poe Museum in Richmond, Virginia （页面存档备份，存于）
- Edgar Allan Poe's Personal Correspondence （页面存档备份，存于） Shapell Manuscript Foundation
- Edgar Allan Poe's Collection （页面存档备份，存于） at the Harry Ransom Center at The University of Texas at Austin
- 'Funeral' honours Edgar Allan Poe （页面存档备份，存于） BBC News (with video) 2009-10-11
- Selected Stories （页面存档备份，存于） from American Studies at the University of Virginia
- 網路推理小說資料庫上的艾德加·愛倫·坡
- Edgar Allan Poe在国会图书馆管理局的纪录，有944条目录纪录
- Finding aid to Edgar Allan Poe papers at Columbia University. Rare Book & Manuscript Library. （页面存档备份，存于）